# Stefano Arienti
Stefano Arienti (Asola, 1961) è un artista italiano.

## Biografia ed attività artistica
Studente di Agraria all'Università Statale, comincia l'attività espositiva a Milano nel 1985, grazie all'influenza di Corrado Levi, ed esordisce alla Brown Boverì, una fabbrica abbandonata e diventata in quegli anni luogo di ritrovo di molti giovani artisti, demolita nel 1985. Il suo stile è influenzato dallo stile dell'arte povera, la rielaborazione di materiali e oggetti d'uso quotidiano (libri, carta, cartoline, polistirolo, stoffa, plastilina) è infatti il marchio di fabbrica dell'artista, insieme all'attenzione per il tema della meraviglia e della partecipazione dello spettatore. Dopo l'esordio partecipa ad alcune edizioni della Quadriennale di Roma (1996, 2005, 2008), ottenendo anche il primo premio ai giovani nel 1996. 
Ha partecipato a importanti esposizioni nazionali e internazionali tra cui la Biennale di Istanbul (1992), la Biennale di Venezia (1990, 1993) e la Biennale di Gwangju (2008); le sue opere sono state ospitate a Madrid, Ginevra, Londra, Boston. Numerose anche le mostre personali. Nel 2007 gli è stato dedicato un volume monografico di Camilla Pignatti Morano, edito da Electa. 
Per la città natale nel 2017 ha dipinto e donato al Museo civico Goffredo Bellini sei grandi opere su teli antipolvere che riproducono Sant'Andrea e Sant'Erasmo. I due Santi sono visibili sul lato esterno delle ante dell'organo della chiesa di Sant'Andrea. L'organo monumentale venne interamente dipinto ed affrescato da Girolamo Romanino.
Tra gli elementi ricorrenti dell'arte di Stefano Arienti si trovano le enciclopedie: spesso ha dichiarato che per lui questi volumi sono stati un modo per viaggiare senza spostarsi e che la modernità rischia di farle scomparire, o almeno in termini di forma. Spesso sono stati proprio i volumi enciclopedici i protagonisti delle sue installazioni, nascosti tra il grano o ricoperti di lana cardata.

## Progetti solidali
Nel 2020, a seguito dell'emergenza legata al COVID-19, Stefano Arienti ha partecipato insieme ad altri artisti contemporanei al progetto Poster Quotidiano, lanciato da Casa Testori e Collezione Giuseppe Iannaccone, per sostenere il progetto di Fondazione Progetto Arca Onlus. L'artista ha realizzato un’opera in formato poster 50×70 cm in tiratura di venti copie e tre prove d’artista, le cui vendite servono a sostenere l'impegno della fondazione milanese. 

## Mostre Personali
- Graziano Menolascina (a cura di), Opere scelte ‘80 - ‘90 - 2000, Galleria In Arco, Torino, 2016
- Fabio Cavallucci (a cura di), Altana, Galleria Nazionale, Repubblica di San Marino, 2022[11]